# Лерган Тауншип (округ Франклін, Пенсільванія)
Лерган Тауншип (англ. Lurgan Township) — селище (англ. township) в США, в окрузі Франклін штату Пенсільванія. Населення — 2207 осіб (2020).

## Демографія
Згідно з переписом 2010 року, у селищі мешкала 2151 особа в 750 домогосподарствах у складі 560 родин. Було 837 помешкань
Расовий склад населення:
| - 98,6 % — білих - 0,4 % — корінних американців - 0,4 % — чорних або афроамериканців - 0,1 % — азіатів |

До двох чи більше рас належало 0,6 %. Частка іспаномовних становила 0,5 % від усіх жителів.
За віковим діапазоном населення розподілялося таким чином: 28,5 % — особи молодші 18 років, 57,5 % — особи у віці 18—64 років, 14,0 % — особи у віці 65 років та старші. Медіана віку мешканця становила 36,4 року. На 100 осіб жіночої статі у селищі припадало 101,4 чоловіків;  на 100 жінок у віці від 18 років та старших — 103,6 чоловіків також старших 18 років.
Середній дохід на одне домашнє господарство  становив 76 007 доларів США (медіана — 59 650), а середній дохід на одну сім'ю — 85 140 доларів (медіана — 63 681). Медіана доходів становила 43 082 долари для чоловіків та 38 000 доларів для жінок. За межею бідності перебувало 7,9 % осіб, у тому числі 11,1 % дітей у віці до 18 років та 6,3 % осіб у віці 65 років та старших.
Цивільне працевлаштоване населення становило 1060 осіб. Основні галузі зайнятості: виробництво — 18,1 %, освіта, охорона здоров'я та соціальна допомога — 17,6 %, будівництво — 10,3 %, транспорт — 9,6 %.